# Sonet 26 (William Szekspir)

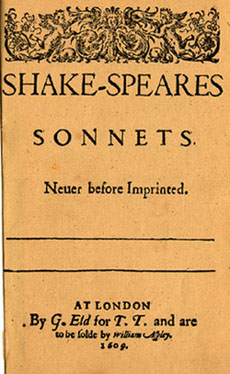
Strona tytułowa pierwszego wydania sonetów Shakespeare’a

Sonet 26 (Czcigodny władco mej miłości, tyś mnie) – jeden z cyklu sonetów autorstwa Williama Shakespeare’a. 

## Treść
W utworze tym podmiot liryczny deklaruje swoją miłość wobec tajemniczego młodzieńca, uznając się jednocześnie za jego wasala.